# Auburn (condado de Fond du Lac, Wisconsin)
Auburn es un pueblo ubicado en el condado de Fond du Lac en el estado estadounidense de Wisconsin. En el Censo de 2010 tenía una población de 2.352 habitantes y una densidad poblacional de 25,4 personas por km².

## Geografía
Auburn se encuentra ubicado en las coordenadas 43°35′38″N 88°13′10″O / 43.59389, -88.21944. Según la Oficina del Censo de los Estados Unidos, Auburn tiene una superficie total de 92.6 km², de la cual 90.28 km² corresponden a tierra firme y (2.51%) 2.32 km² es agua.

## Demografía
Según el censo de 2010, había 2.352 personas residiendo en Auburn. La densidad de población era de 25,4 hab./km². De los 2.352 habitantes, Auburn estaba compuesto por el 98.17% blancos, el 0% eran afroamericanos, el 0.6% eran amerindios, el 0.17% eran asiáticos, el 0.17% eran isleños del Pacífico, el 0.43% eran de otras razas y el 0.47% pertenecían a dos o más razas. Del total de la población el 1.02% eran hispanos o latinos de cualquier raza.